# Миколаївський обласний центр народної творчості та культурно-освітньої роботи
Миколаївський обласний центр народної творчості та культурно-освітньої роботи — державна установа, робота якої спрямована на підвищення культурного рівня, естетичне виховання та творчий розвиток громадян, задоволення їх культурних і дозвіллєвих потреб. Головне завдання Центру — відродження та розвиток аматорського мистецтва Миколаївщини, яке реалізується у різних напрямках:
- розвиток і збереження української культури;
- освітньо-методична діяльність;
- організація культурно-масових заходів;
- актуалізація народної творчості на місцях;
- дослідження нематеріальної культурної спадщини.

Центр координує діяльність 508 закладів культури клубного типу, з них 462 діють у сільській місцевості. МОЦНТ та КОР також регулює роботу 2511 клубних формувань незалежно від їх відомчого підпорядкування, а також Обласного палацу культури, Вітовського та Вознесенського районних організаційно-методичних центрів. З усіх колективів Миколаївщини 179 носять почесні звання «народний» та «зразковий», з яких 147 підпорядковані Міністерству культури України.
Центр проводить освітню роботу у формі семінарів-практикумів, оглядів, видає методичну літературу, щоб покращити рівень кваліфікації підпорядкованих колективів і майстрів народної творчості.

## Історія
У 1938 році реорганізовано обласну базу самодіяльного мистецтва, яка з 1918 року була осередком культурного розвитку Миколаївщини, і створено Миколаївський обласний Будинок народної творчості (ОБНТ).
У 1941—1944 роках унаслідок окупації міста та зруйнування будівлі була припинена діяльність ОБНТ.
У жовтні 1944 року проходить перший післявоєнний обласний огляд, кошторис якого становить більш ніж 5000 карбованців (згідно з Постановою УРСР «Про відновлення діяльності колективів художньої самодіяльності»).
У 1948 році внаслідок активного розвитку аматорського мистецтва за всіма жанрами та поліпшення діяльності клубних закладів в районних будинках культури відкриваються методичні кабінети. Миколаївський обласний Будинок народної творчості випускає «Інформаційний вісник», у якому висвітлює роботу методичного центру, районних, міських та сільських будинків культури, клубів.
У 1959 році ОБНТ очолює заслужений працівник культури УРСР Борис Ананьїн.
У 60-х роках впроваджуються нові форми культурно-освітньої роботи, підвищується професійна майстерність самодіяльних колективів. Зростає кількість колективів, які отримують почесне звання «народний» та «зразковий».
У 70-х роках в ОБНТ з'являються самодіяльні колективи: народно-хорова капела «Сонячний струм», жіночий академічний хор (керівник Світлана Фоміних), Прибузький фольклорний ансамбль пісні й танцю (керівник Анатолій Затурян), творче об'єднання «Прибужжя», фотоклуб «Корабел».
У 1979 році внаслідок реорганізації Миколаївський Будинок народної творчості набуває статусу Обласного науково-методичного центру народної творчості та культурно-освітньої роботи (ОНМЦ НТ та КОР).
У 80-х роках проводяться наукові дослідження у всіх секторах роботи Центру, урізноманітнено форми діяльності. Завдяки методичній та практичній підтримці, що надають фахівці Центру колективам Миколаївщини, вони виходять на міжнародну арену і стають відомими далеко за межами України.
У 1984 році директором ОНМЦ НТ та КОР стає заслужений працівник культури УРСР Михайло Бойчук.
У 90-х роках попри економічну кризу та політичну перебудову Центр продовжує свою роботу. Так, в 1995 році з'являється фестиваль дитячої творчості «Перші ластівки», згодом у 1996 році виникають Всеукраїнський фестиваль театрального мистецтва «Від Гіпаніса до Борисфена» та обласний фестиваль хореографічного мистецтва «Миколаївські зорі».
У 2004 році Обласний науково-методичний центр народної творчості та культурно-освітньої роботи реорганізовано в Миколаївський обласний центр народної творчості та культурно-освітньої роботи. З цього часу активізується методична робота, збільшується кількість культурно-масових заходів.

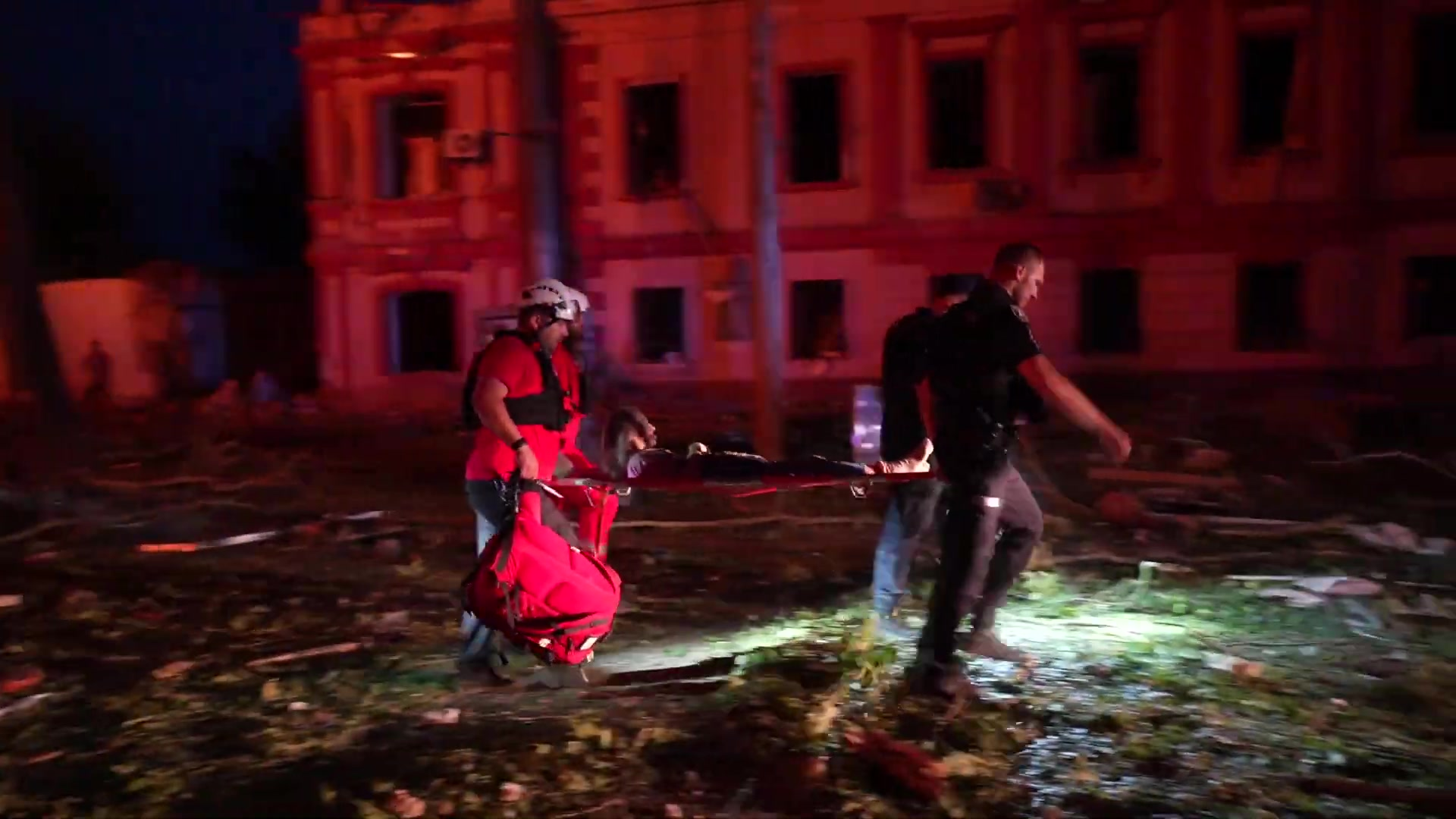
Адміральська вулиця в ніч обстрілу 2023 року. На задньому плані — будівля центру.

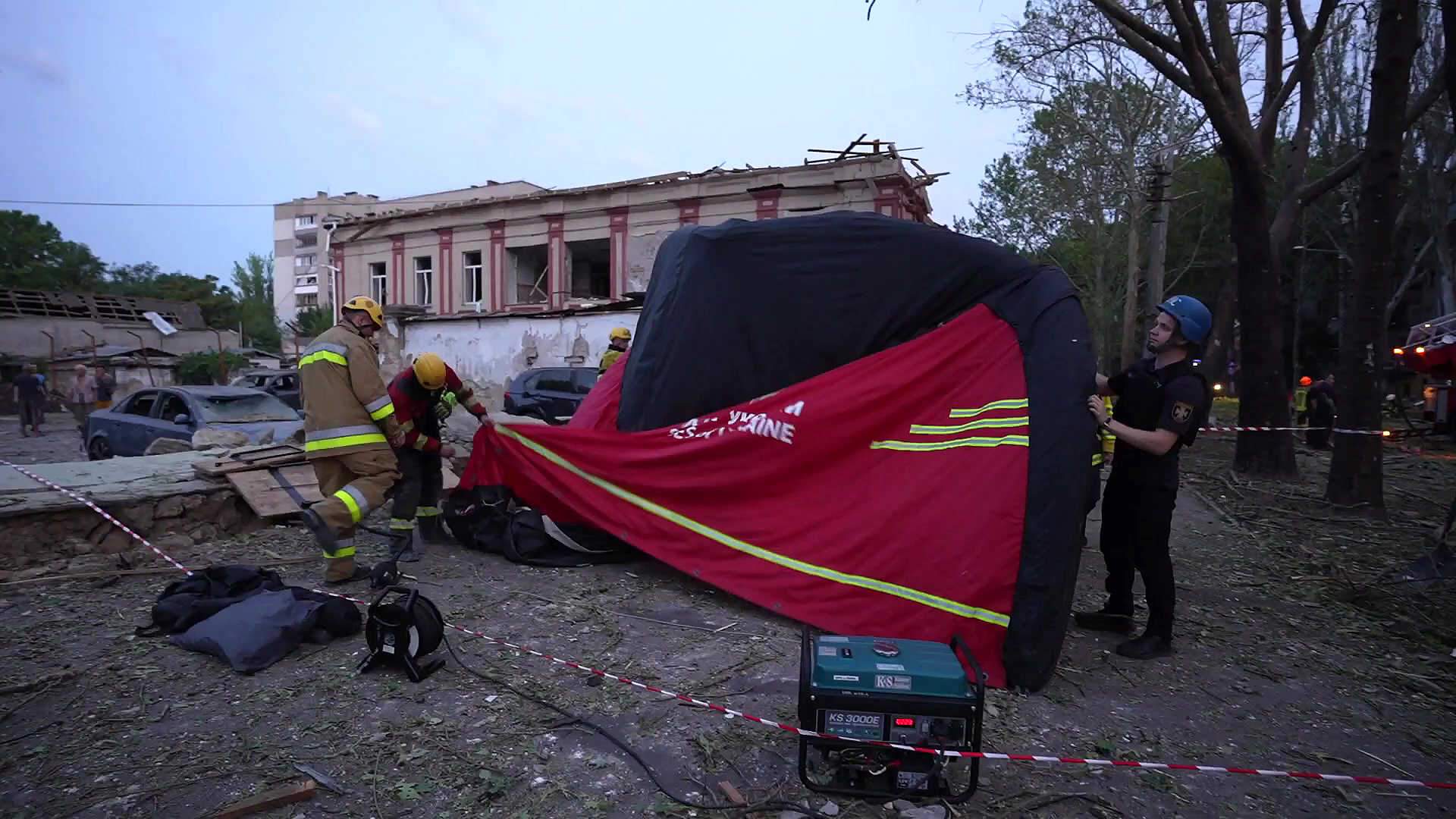
Ліквідація наслідків удару

В ніч на 20 липня 2023 року будівлю центру пошкоджено російським обстрілом.

## Сьогодення
3 2009 року МОЦНТ та КОР очолює заслужена артистка України, лауреат обласної премії імені М. Аркаса Наталія Баштова. За цей час народилися нові фестивалі і конкурси:
- конкурс духових оркестрів «Оркестрів звуки чарівні»;
- обласний огляд народно-інструментальної музики «Грайте, струни душі»;
- Еобласний конкурс хореографічних колективів «Перлина Прибужя»;
- конкурс козацької пісні «Співочий Герць»;
- обласний конкурс новорічно-різдвяних програм «Чаро-дій»;
- обласний огляд фольклорних колективів та ансамблів «Фольк-толока»;
- обласна виставка робіт аматорського сучасного мистецтва «Диптих-ART»;
- виставковий цикл «Нові імена Миколаївщини».

Розширено масштаби та жанрові рамки багатьох вже існуючих заходів, внаслідок чого змінився і формат їх проведення. Так, обласний фестиваль хореографічного мистецтва «Миколаївські зорі» став регіональним, а у 2017 році отримає статус «Всеукраїнського», обласний конкурс сюжетного танцю та малих форм набув статусу «Регіональний».
Розширено ряд номінацій Всеукраїнського фестивалю театрального мистецтва «Від Гіпаніса до Борисфена», Всеукраїнського фестивалю-конкурсу виконавців гумору та сатири «Усмішки Глазового», Всеукраїнського фестивалю-конкурсу пісенної творчості «Пісенний драйв», обласного конкурсу розмовного жанру «Барви надії».
Традиційний обласний огляд родинної творчості «Сімейне коло» оновився й переріс у «Родинні суперечки». А обласний фестиваль дитячої творчості «Перші ластівки» перетворився на «Art-mix», в якому у дітей та підлітків з'явилось ще більше можливостей проявити свої таланти.
При Миколаївському обласному центрі народної творчості та культурно-освітньої роботи працюють п'ять народних аматорських колективів:
- Прибузький народний ансамбль пісні і танцю (керівник заслужений працівник культури України Анатолій Затурян);
- народний академічний жіночий хор імені Світлани Фоміних (керівник заслужений працівник культури України Тетяна Островська);
- обласне народне творче об'єднання художників-аматорів та майстрів декоративно-прикладного мистецтва «Прибужжя» (керівник заслужений працівник культури України, лауреат обласної премії імені М. Аркаса Валентина Кривцова);
- народний вокальний гурт «Зорецвіт» (керівник заслужений працівник культури України Надія Жадик);
- оркестр народних інструментів «Південна рапсодія» (керівник Ольга Комінарець).

## Фестивалі

### Театральне мистецтво
- Всеукраїнський фестиваль театрального мистецтва «Від Гіпаніса до Борисфена»
- Всеукраїнський фестиваль-конкурс виконавців гумору та сатири «Усмішки Глазового»
- Обласний конкурс театрального мистецтва «Миколаївська Мельпомена»
- Обласний конкурс розмовного жанру «Барви надії»
- Обласний конкурс новорічно-різдвяних програм «Чаро-дій»

### Хореографічне мистецтво
- Всеукраїнський фестиваль-конкурс хореографічного мистецтва «Миколаївські зорі»
- Регіональний конкурс сюжетного танцю та малих форм «Чарівний чобіток»
- Обласний конкурс хореографічних колективів «Перлина Прибужжя»
- Свято хореографічного мистецтва до Міжнародного дня танцю

### Культурно-дозвіллєва робота та любительські об'єднання
- Обласний дитячий конкурс «Квітка Прибужжя»
- Обласний огляд дитячих вокальних і хорових колективів «Барвінковий спів»
- Обласний фестиваль дитячої і юнацької творчості «Art-mix»
- Обласний огляд дитячих фольклорних ансамблів «Місяцелік»

### Декоративно-прикладне мистецтво
- Обласна виставка родинної творчості «Єдина родина»
- Виставковий цикл «Нові імена Миколаївщини»
- Обласна виставка народних студій образотворчого та декоративно-прикладного мистецтва «Майстри барвистої палітри»
- Обласна виставка робіт аматорського сучасного мистецтва «Диптих-ART»

### Вокально-хорове мистецтво
- Всеукраїнський фестиваль-конкурс пісенної творчості «Пісенний драйв»
- Обласний огляд вокальних, фольклорних колективів та хорових груп «Материнська пісня»
- Обласний огляд фольклорних колективів та ансамблів «Фольк-толока»
- Обласний конкурс козацької пісні «Співочий Герць»
- Обласний огляд колективів родинної творчості «Родинні суперечки»
- Обласний конкурс хорових колективів імені Миколи Аркаса «Співуче поле Прибужжя»

### Інструментальне мистецтво
- Конкурс духових оркестрів та обласне свято інструментальної музики «Оркестрів звуки чарівні»
- Обласний огляд народно-інструментальної музики «Грайте, струни душі»